# Hogna bowonglangi
Hogna bowonglangi là một loài nhện trong họ Lycosidae.
Loài này thuộc chi Hogna. Hogna bowonglangi được Anna Maria Sibylla Merian miêu tả năm 1911.